# 유구치촌
유구치촌(湯口村)은 이와테현 히에누키군에 설치되었던 촌이다. 현재의 하나마키시에 해당한다.

## 연혁
- 1889년 4월 1일 - 정촌제 시행에 따라 유구치 촌·엔만지 촌·시모사와 촌·도요사와 촌·납촌·나베쿠라 촌·가미네코 촌·시모네코 촌·니시하루야마 촌·스다치 촌의 합계 10개 촌이 합병해 신제의 유구치 촌이 발족.
- 1954년 4월 1일 - 하나마키 정·오타 촌·미야노메 촌·야자와 촌·유모토 촌과 합병해 하나마키 시가 됨